# Szmolenszk
Szmolenszk (oroszul Смоленск) város Oroszországban, a Dnyeper folyó partján, Moszkvától 360 kilométerre nyugat-délnyugatra.
A Szmolenszki terület közigazgatási központja. Az egyik legrégibb orosz város. Hosszú története során a várost többször is elpusztították. Napóleon és Adolf Hitler hódító hadseregeinek is útjába esett. Ma elektronikai, textil- és élelmiszer-feldolgozó iparáról ismert.
Lakossága: 326 861 fő (a 2010. évi népszámláláskor).

## Neve
A város nevét a Szmolnya patakról kapta, a patak nevének eredete azonban nem ismert. Az egyik elmélet szerint a patak vizét valamikor megfestő orosz fekete földre utaló ószláv szóból eredhet, egy másik elmélet szerint a kátrány, vagy gyanta jelentésű orosz szmola szóból. (Szmolenszk valamikor a gyantafeldolgozás és kereskedelem egy központja volt.)

## Története

### Középkorban

A Szmolenszki Fejedelemség a Kijevi Ruszon belül a 11. században.

Az írott források először 863-ban említik Szmolenszket. Az orosz őskrónika, a Nyesztor-krónika szerint Szmolenszk (amely akkoriban a folyó mentén lejjebb, Gnyozdovo ásatásainak helyszínén feküdt) a szláv krivics törzs központja volt, amikor 882-ben Oleg novgorodi fejedelem útban Kijev felé elfoglalta. A két évtizeddel korábbi említés arról szólt, hogy a szintén Kijevbe tartó Askold és Dir varég vezérek megtámadták a nagy népességével figyelmüket kivívó Szmolenszket.
A várost említő első külföldi író Bíborbanszületett Konstantin bizánci császár volt. A 950 körül született A birodalom kormányzásáról című könyvében a varég–bizánci kereskedelmi útvonal egyik fő állomásaként írta le Szmolenszket. A császár szerint a ruszok a Balti-tengerről a Nyugati-Dvina folyón hajóztak fel, majd amikor már nem tudtak tovább haladni, partra húzták hajóikat és elhúzták őket a Dnyeper felső folyásáig. Feltételezések szerint Szmolenszknél javították ki a hajókon keletkezett lékeket és lyukakat, felhasználva az itt kapható kátrányt (ami lehet egy magyarázat a város nevére).
1054-ben alapították meg a Szmolenszki Fejedelemséget. Központi elhelyezkedése folytán a város gyorsan fejlődött. A 12. század végére a fejedelemség Kelet-Európa egyik legerősebb államává vált és uralkodói gyakran szerezték meg a kijevi trónt is. Ebben az időben számos templom épült a városban, például 1146-ban a Szent Péter és Pál-templom, amelyet a második világháborút követően feltételezett eredeti alakjában rekonstruáltak, és 1180-ban a Keresztelő Szent János-templom (ez is részben újjáépült). A város kiemelkedő temploma az 1197-ben épült és ma is álló Szvirszkaja – ezt a Kijevtől keletre épült legszebb épületként emlegették a kortársak.
Az 1240-es tatárjárás Szmolenszket megkímélte, de a város az Arany Horda adófizetőjévé vált. A későbbiekben Szmolenszk a Litvánia és a Moszkvai Nagyfejedelemség közti hosszú hatalmi küzdelem frontvonalára került. Utolsó önálló uralkodója Jurij volt, akinek uralkodása alatt a litván Vitold nagyfejedelem háromszor foglalta el Szmolenszket: 1395-ben, 1404-ben és 1408-ban. Miután a város a Litván Nagyfejedelemség részévé vált, a szmolenszki bojárok egy része Wilnóba költözött. A szmolenszki fejedelmek leszármazottjai – a Tatyiscsevek, Kropotkinok, Muszorgszkijok, Vjazemszkijek – Moszkvába menekültek.
Több tízezres népességével Szmolenszk valószínűleg a 15. századi Litvánia legnagyobb városa volt. A Német Lovagrend elleni győztes grünwaldi csatában a három szmolenszki zászlóalja döntő jelentőségűnek bizonyult. Litvánia számára súlyos csapás volt, amikor 1514-ben III. Vaszilij moszkvai nagyfejedelem elfoglalta Szmolenszket. E siker emlékére alapította Moszkvában Vaszilij a Novogyevicsij-kolostort, amelyet a Szmolenszki Miasszonyunk ikonnak szentelték.

### Az újkorban
A lengyel–litván támadásokat megelőzendő Borisz Godunov egyik fő feladatának tekintette Szmolenszk védműveinek megerősítését. Az 1597 és 1602 között (kőből) épített, vastag falakból és sok őrtoronyból álló kreml (fellegvár) Oroszországban a legnagyobb. Az erődítmény mégsem tudta megakadályozni, hogy 1611-ben 20 hónapos ostrom után a Lengyel–Litván Unió elfoglalja a várost. Ez volt az orosz történelemben a zűrzavaros idők néven emlegetett korszak.  A lengyel–moszkvai háborút lezáró dywilinói békében (1618) az oroszok kénytelenek voltak feladni Szmolenszket és a város a következő 43 évre a Szmolenszki vajdaság székhelye lett.

### A 21. században
Szmolenszktől 18 kilométerre nyugatra fekszik Katiny falu, amelynek közelében 1940-ben a szovjetek mintegy húszezer lengyel hadifogoly tisztet mészároltak le titokban. 2010. április 10-én a szmolenszki katonai repülőtér közelében zuhant le az a repülőgép, amely a mészárlásról szól megemlékezésre érkező lengyel állami hivatalnokokat és a meggyilkoltak hozzátartozóit szállította. A szerencsétlenségben 96-an vesztették életüket, köztük a lengyel államelnök Lech Kaczyński.

## Híres emberek
- Itt született Alekszandr Romanovics Beljajev orosz, szovjet író.

## Képek

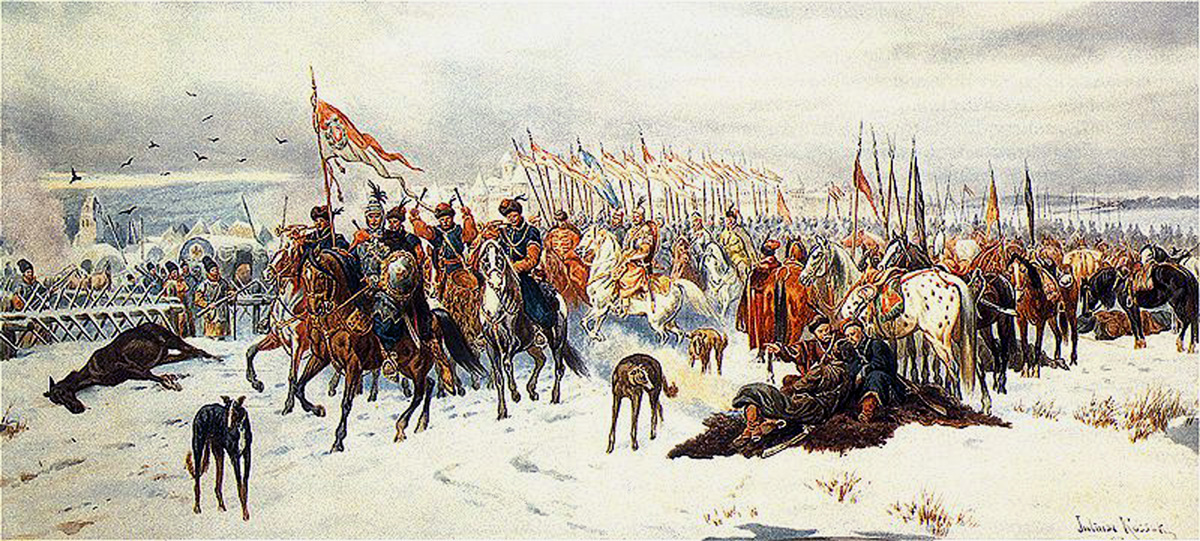
Juliusz Kossak: Szmolenszk felmentése (lengyel erők által a lengyel–moszkvai háború során) (festmény)
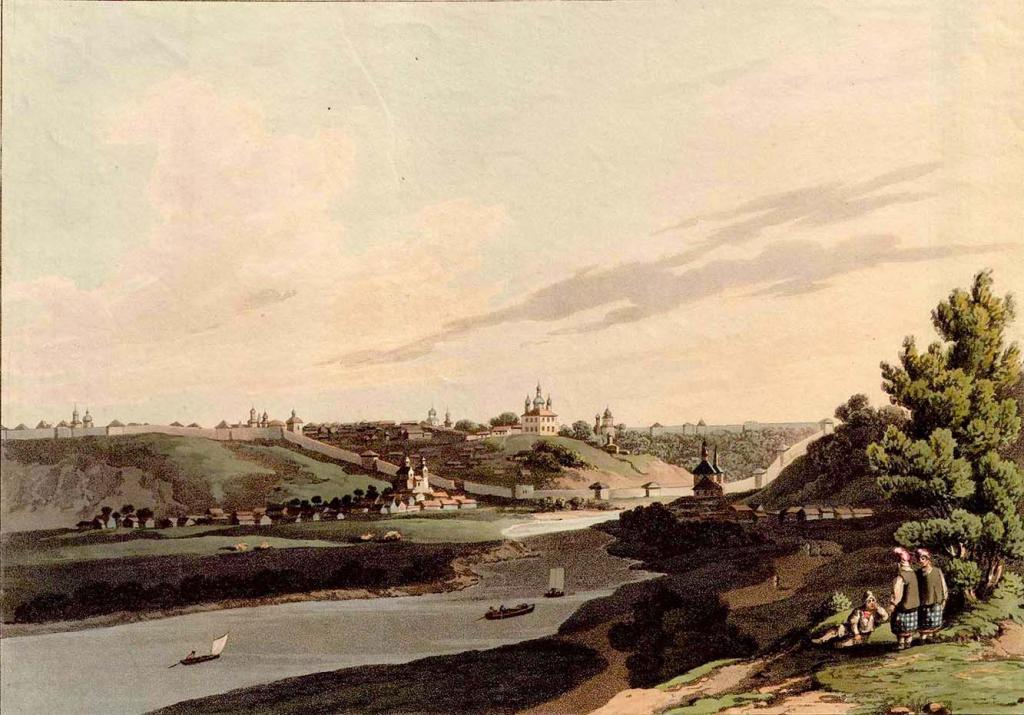
Szmolenszk 1814-ben (Ismeretlen 19. századi festő képe)
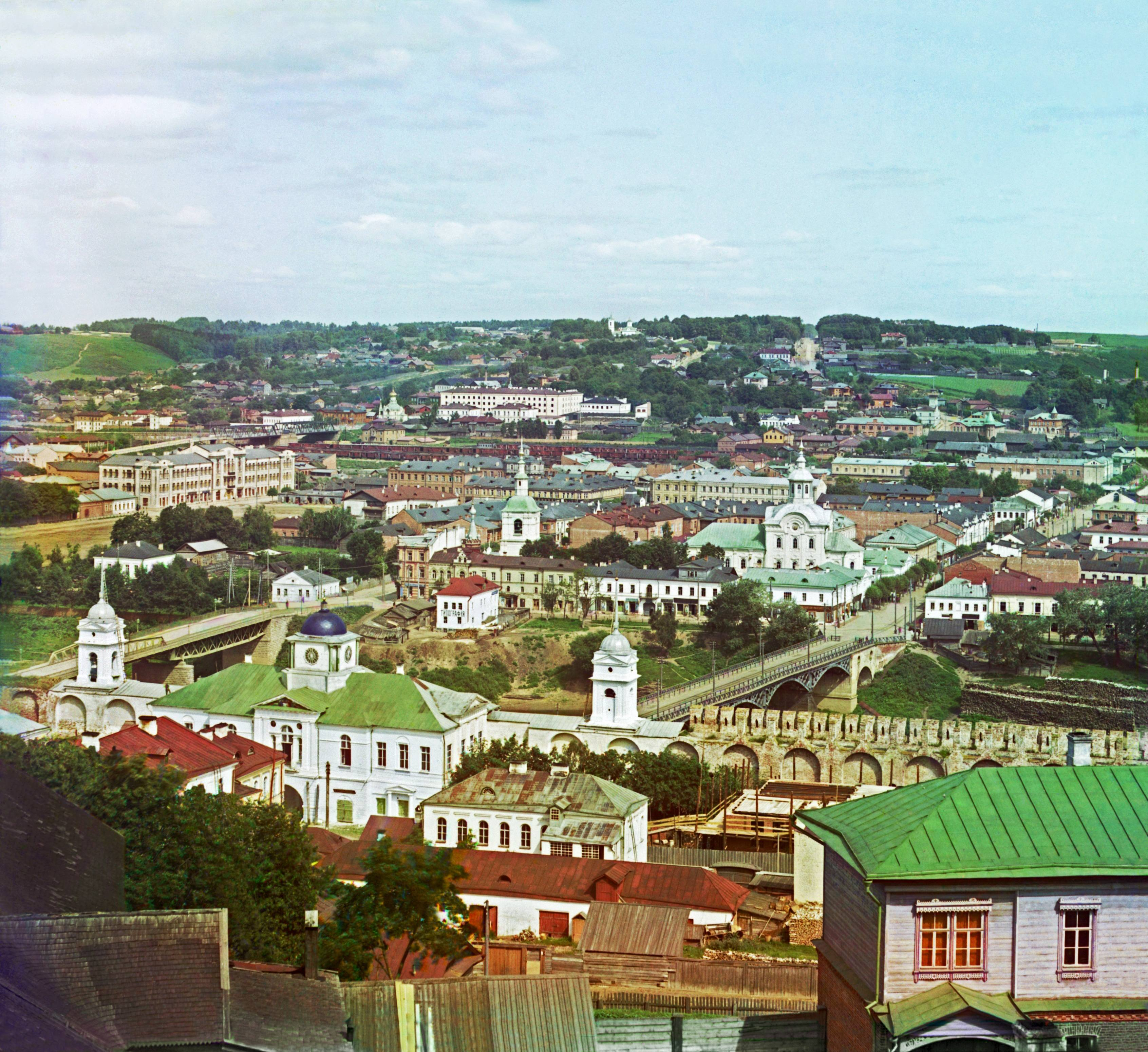
Szmolenszk 1912-ben
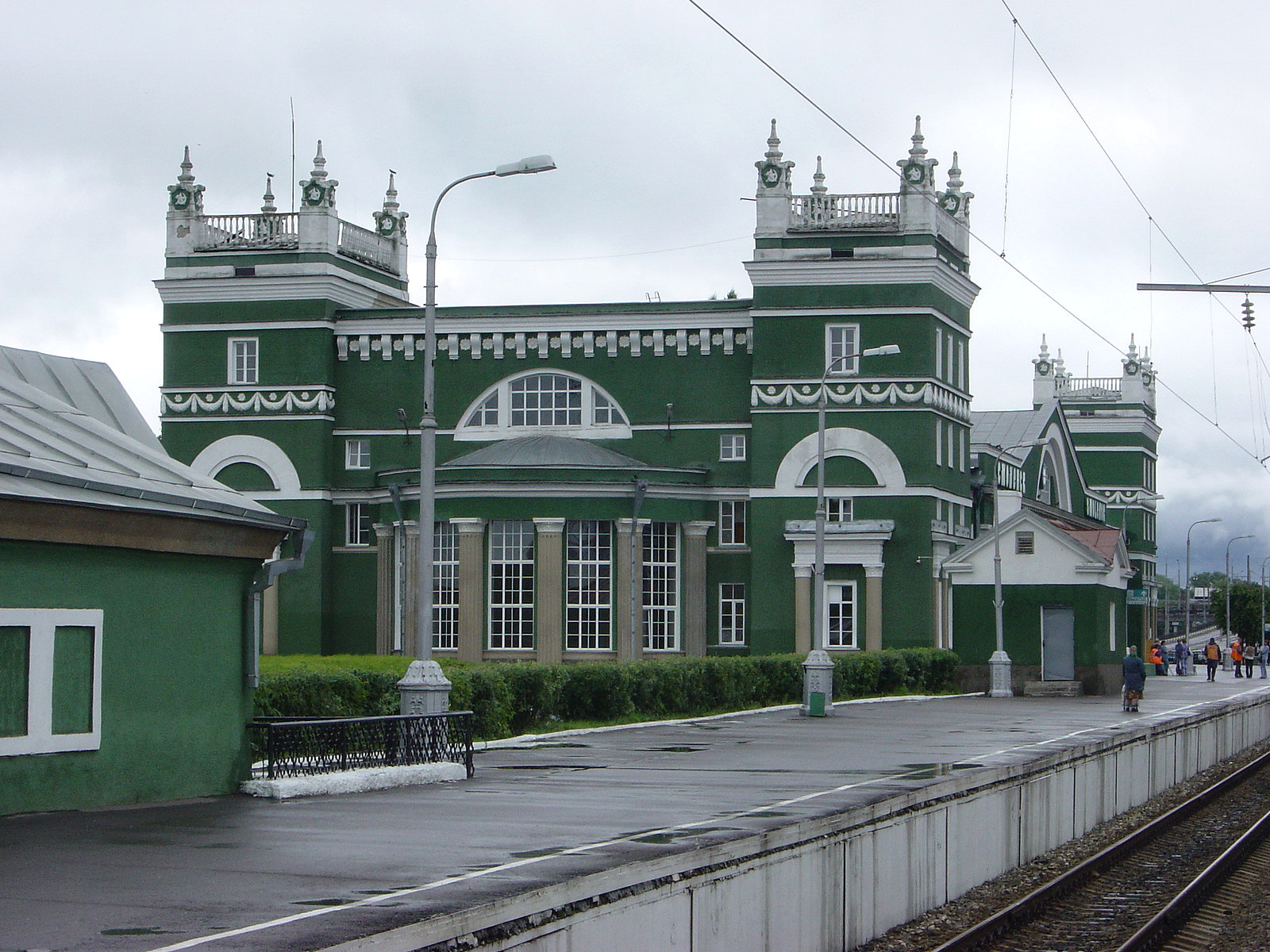
Vasútállomás

## Testvérvárosai
- Tulle, Franciaország (1981)
- Hagen, Németország (1985)
- Colorado Springs, Colorado, Amerikai Egyesült Államok (1993)

## Külső hivatkozások
- Smolensk Youth information portal}
- Travel to Smolensk
- Smolensk Wiki
- Homepage of the Smolensk fortress
- Some photos of the Smolensk fortress
- More photos
- Historic images of Smolensk
- Smolensk on Wikimapia
- Smolensk for tourists